# شاموزیت
شاموزیت  (به انگلیسی: Chamosite) با فرمول شیمیایی  از مجموعه کانی هاست و دارای شکستگی ناصاف است. محلی در سوئیس بنام chamoson می‌باشد. ناپایدار برای اولین بار در آلمان شرقی کشف شد و از نظر شکل بلور: ایزومتری یا طویل مطابق سطح - ماکله، رنگ: خاکستری -خاکستری سبز - قهوه‌ای - سیاه مایل به سبز، شفافیت: کدر(اپاک)، شکستگی: ناصاف، جلا: شیشه‌ای - کدر، رخ: ندارد، سیستم تبلور: مونوکلینیک  است  و منشأ تشکیل آن رسوبی است.
همایند کانی‌شناسی (پارانژ) آن دلسیت - تورنیگیت- کلسیت- سیدریت- لیمونیت- مگنتیت است
، از نظر ژیزمان اگرگات توده‌ای - دانه‌ای فراوان است و بیشتر در آلمان شرقی، سوئیس، فرانسه، چک اسلواکی یافت می‌شود.

## منبع
- پردیس کشاورزی ایران